# Бор (Московская область)
Бор — деревня в Сергиево-Посадском районе Московской области, в составе муниципального образования Сельское поселение Шеметовское (до 29 ноября 2006 года входила в состав Марьинского сельского округа).

## Население
| 2002 | 2006 | 2010 |
| ---- | ---- | ---- |
| 27   | →27  | ↘14  |

## География
Бор расположен примерно в 37 км (по шоссе) на северо-запад от Сергиева Посада, на правом берегу реки Орши, правом притоке реки Вели (левый приток реки Дубны), высота центра деревни над уровнем моря — 152 м. Деревня связана автобусным сообщением с райцентром и соседними населёнными пунктами.